# 슈퍼보이
슈퍼보이(영어: Superboy)는 DC 코믹스의 여러 만화에 등장하는 등장 인물이다. DC 코믹스는 다차원 우주가 있으며, 또 각 시대별로 슈퍼보이가 각각 존재한다.